# Papilio euchenor
Papilio euchenor is een vlinder uit de familie van de pages (Papilionidae). De wetenschappelijke naam van de soort is voor het eerst geldig gepubliceerd in 1829 door Félix Édouard Guérin-Méneville.